# Ren Kai
Ren Kai Yin Moretta (Guayaquil, 15 de enero de 1993) conocido popularmente como Ren Kai, es un cantante, compositor y actor de madre ecuatoriana y padre chino. A la edad de 9 años participó en más de 50 presentaciones dentro de un año, entre ellos un festival internacional de arte en Shanghái, China, y desde ese entonces nació su sueño de ser artista. Sus canciones son una mezcla cultural muy diversa, desde el pop urbano latino fusionado con el C-pop, hasta la incorporación de varios otros géneros, ritmos e instrumentos de diferentes países y culturas. 
“¡Mi sueño es a través de mi música compartirle al mundo lo increíble que son las dos culturas que represento, y a la vez crear un puente de comunicación, conocimiento y celebración para ambos continentes el Latino y el Asiático!”
- Ren Kai

## Biografía
Ren Kai nació en Guayaquil, Ecuador pero creció en el continente asiático, su padre es chino y su madre ecuatoriana. Tras graduarse de la universidad con un título en Negocios Internacionales, trabajó duro durante cinco años para invertir en su carrera musical. Desde siempre tuvo habilidad para el canto, sin embargo, a la edad de nueve años representó a Ecuador en un festival internacional de arte en Shanghái, China.
Tras debutar con su primer álbum “Amor Inconcluso”, logrando 3 número 1 radiales, un gran crecimiento de fans internacionalmente llamados Kainers, hoy se posiciona como una promesa importante en la industria musical de Ecuador y China.
En el 2023 firma con Sony Music Andino en conjunto con RCA China con el fin de seguir desarrollando su carrera y presencia en ambas regiones. Ren Kai lanzó su segundo álbum,
"Amor Infinito", en noviembre de 2023. Continuando la narrativa de su primer álbum, "Amor Inconcluso" del 2021, ambos titulados con las iniciales 爱 (aì), que significa amor en chino. El nuevo álbum presenta diez canciones que exploran diversos géneros musicales como el Pop, Funk, Disco, Dancehall, Afrobeat, Balada, Gospel, Sertanejo y Reggaeton. La fusión de culturas y letras profundas invita al público a vivir diversas experiencias amorosas, concluyendo que el amor es una decisión que debe reflejarse en cada acción para experimentar su infinitud. 
Ahora en el 2024 lanza "Flow" su primer EP en Chiñol (Chino y Español) donde continúa fusionando sus dos culturas con el objetivo de expandir su carrera en el mercado asiático.

## Carrera
Alcanzó la fama en la escena musical ecuatoriana tras ser el vocalista del dúo de electropop The Cit, junto a Chris Ovid; tanto que se presentaron en la Explosión Azul 2019, evento oficial de apertura de temporada del Club Sport Emelec y que congrega a miles de fanáticos.
Es así como, tras ganarse un espacio con el dúo The Cit, inicia en 2018 su carrera como solista con el lanzamiento de su sencillo   «Fly» y luego en 2019 lanza su segunda canción con el nombre de «La Verdad», que alcanzó el puesto número 1 en los rankings de radios ecuatorianas, teniendo algo de exposición internacional tras lanzar la versión remix junto a la agrupación Tres Dedos y el dúo Rocko y Blasty.
El 2019 fue uno de los años más exitosos para Ren Kai, ya que gracias a su crecimiento en redes sociales y en plataformas musicales, TC Televisión y Charts Ecuador lo premiaron como Artista Revelación del Año, ganando además en la categoría Mejor Vídeo Musical gracias a su sencillo «Mala Idea».
En 2020 se convirtió en uno de los pocos artistas ecuatorianos en lograr dos millones de visitas en menos de 15 días en el vídeo musical de «Parece mentira», el clip fue grabado en Nueva York; la producción estuvo a cargo de Garage Filmmakers. En ese mismo año volvió a ocupar el puesto número 1 en los rankings de radios de Ecuador, luego del lanzamiento de su sencillo «Cerca cerquita», con un videoclip que fue grabado en Medellín, Colombia.
Posteriormente el artista exploró otras facetas del entretenimiento al unirse al elenco de la telenovela Antuca me enamora, producida por TC Televisións, compartiendo escena con Katty García, Ney Calderón, Claudia Camposano, Carolina Jaume, Alejandra Paredes, entre otros actores ecuatorianos.
A inicios del 2021 Ren Kai lanzó su primer álbum "Amor Inconcluso". El disco recopila una decena de canciones que han sido publicadas desde el 2019 a manera de sencillos. El disco no es una simple sumatoria de canciones. Cada tema funciona como un micro relato de distintos momentos que se pueden experimentar en una relación de pareja y en conjunto las 10 piezas musicales forman la historia de un ‘Amor inconcluso’. El nombre del disco amplía su significado a partir de sus iniciales (AI) que se traduce como amor en chino. Someone Like You, Cerca cerquita, Devuélveme la calma, Mala idea, Parece mentira son algunas de las canciones que hablan de la ilusión del primer encuentro, la química romántica o el camino compartido. También mencionan los conflictos, la necesidad de terminar con algo destructivo o la nostalgia. Las canciones están ordenadas para darle una secuencia cronológica al relato, que remata con La verdad, un tema sobre la añoranza que anhela una nueva oportunidad y deja un final abierto.
En el 2021 Ren Kai también lanza su primera canción trilingüe "Dancing in the dark", interpretada en español, chino mandarín e inglés (EspaChinGles). Para el cantante ecuatoriano de ascendencia asiática, este sencillo representa su cultura e identidad. “Desde que inicié mi carrera en el 2019 siempre tenía en mente llegar a hacer canciones de este tipo y lo hemos logrado”, añadió el artista. En el tema musical se mezcla el pop asiático con influencias latinas urbanas. La canción fue lanzada junto a un video lyric conceptual a nivel visual, que relata la historia de una joven que no se deja llevar por las influencias de la sociedad y que sigue sus pasos, de forma determinada, independiente y creyendo en sí misma disfrutando bailar, aunque sea en la oscuridad.
Ren Kai, en noviembre de 2023 realizó el lanzamiento de su segundo álbum, "Amor Infinito". Esta es la continuidad de su primer álbum de 2021, “Amor Inconcluso”. 爱 (aì) el título de todo este proyecto y concepto significa amor en chino, y no es casualidad que sean las iniciales de los dos álbumes de Ren Kai, complementándose en la historia de amor que cuenta en sus canciones.  Un trabajo emocionante de diez canciones con un amplio estilo musical; la unión de dos culturas, probando géneros como el Pop, Funk, Disco, Dancehall, Afrobeat, Balada, Gospel, Sertanejo y Reggaeton, que junto a sus letras lleva al público a vivir diferentes experiencias de amor en relaciones, con el aprendizaje final de que el amor es una decisión que debe ser tomada en cada acción que hacemos para realmente amar de forma infinita.
Su exitosa carrera musical, lo ha llevado a abrir conciertos de reconocidos intérpretes como lo es el colombiano Sebastián Yatra, Bacilos, Carlos Vives. Presentarse en eventos como la Teletón Ecuador, Concierto EXA junto a Tres Dedos, La Feria del Parque, Live in the Vineyard, Premios Verdes, entre otros. 
En 2023, Ren Kai regresó a su ciudad natal, Shanghai, China, con la determinación de trabajar junto al equipo de RCA China en la creación de su nuevo EP. Este proyecto, titulado 洋流 "Flow", fue lanzado entre finales de 2023 e inicios de 2024 con el objetivo de cautivar tanto a China como al sudeste asiático, incluyendo países como Indonesia, Filipinas, Malasia y Tailandia. Su meta era clara: derribar barreras y unir culturas a través de la música. "Flow" marca el primer EP en chiñol (chino y español) de Ren Kai, continuando su labor de fusionar ambas culturas a través de la música y expandiendo su carrera en el mercado asiático. La canción principal, "Flow", fue concebida en Shanghai junto a Tat, Lotus y Asia, ofreciendo una amalgama de sonidos electrónicos influenciados por el K-pop y con matices de dancehall. El EP consta de cinco canciones, cada una conectando con una estación del año: primavera, verano, otoño e invierno. Estas estaciones representan los diferentes lugares donde Ren Kai ha vivido durante su crecimiento en diversos países, adaptándose constantemente a nuevos entornos y desafíos, pero siempre fluyendo con la corriente y manteniendo un orgullo arraigado a sus raíces.

## Discografía

### Álbumes de estudio
| Año  | Álbum | Mejores posiciones |
| Año  | Álbum | ECU                |
| ---- | --- | ------------------ |
| 2021 | Amor inconcluso - Lanzamiento: 17 de julio de 2021 - Discográfica: Legendary Music - Formatos: Descarga digital y streaming         | 6                  |
| 2022 | Amor infinito - Lanzamiento: 24 de agosto de 2022 - Discográfica: Sony Music Entertainment - Formatos: Descarga digital y streaming | 5                  |
| 2024 | Flow - Lanzamiento: 19 de marzo de 2024 - Discográfica: RCA CHINA - Formatos: Descarga digital y streaming                          |                    |

### Sencillos
| Año  | Sencillo                                            | Álbum           |
| ---- | --------------------------------------------------- | --------------- |
| 2018 | «Fly»                                               | Sin álbum       |
| 2019 | «La Verdad»                                         | Amor inconcluso |
| 2019 | «Mala Idea»                                         | Amor inconcluso |
| 2019 | «Un Sueño»                                          | Amor inconcluso |
| 2019 | «La Verdad» (con Tres Dedos & Rocko y Blasty remix) | Sin álbum       |
| 2019 | «Someone Like You»                                  | Amor inconcluso |
| 2020 | «Parece mentira»                                    | Amor inconcluso |
| 2020 | «Cerca cerquita»                                    | Amor inconcluso |
| 2020 | «Quierete»                                          | Amor inconcluso |
| 2020 | «Probemos»                                          | Amor inconcluso |
| 2021 | «Otra vez»                                          | Amor inconcluso |
| 2021 | «Dancing in the Dark»                               | Sin álbum       |
| 2021 | «Devuélveme la calma»                               | Amor inconcluso |
| 2022 | «Cada instante» (con Nikki Mackiff)                 | Sin álbum       |
| 2022 | «Shorty»                                            | Amor infinito   |
| 2022 | «Manos vacias»                                      | Amor infinito   |
| 2022 | «Shorty (中文)» (con GJ remix)                      | Sin álbum       |
| 2022 | «Contigo» (con Kenzy)                               | Amor Infinito   |
| 2023 | «Hoy salí»                                          | Amor Infinito   |
| 2023 | «No sé»                                             | Amor Infinito   |
| 2023 | «¿Dónde Estarás?»                                   | Amor Infinito   |
| 2023 | «Carita Triste»                                     | Amor Infinito   |
| 2023 | «¿Para Qué?»                                        | Amor Infinito   |
| 2023 | Somos uno Ft. Vicka                                 | Amor Infinito   |
| 2023 | Tantas Ft. Vaes                                     | Amor Infinito   |
| 2023 | Protagonista                                        | EP Flow         |
| 2024 | Lluvia                                              | EP Flow         |
| 2024 | Flow                                                | EP Flow         |
| 2024 | Quiero                                              | EP Flow         |
| 2024 | Pienso en ti                                        | EP Flow         |

### Como artista invitado
| Año  | Sencillo                            | Mejores posiciones |
| Año  | Sencillo                            | ECU                |
| ---- | ----------------------------------- | ------------------ |
| 2018 | «Prueba de amor» (con Sergio Vivar) | —                  |

### Otras canciones en listas
| Año  | Sencillo                                                  | Álbum           |
| ---- | --------------------------------------------------------- | --------------- |
| 2020 | «Tú» (con Domenica Bustamante)                            | Sin álbum       |
| 2021 | «Quierete: Collab Sessions» (con Diego Chiang)            | Collab Sessions |
| 2021 | «Cerca Cerquita: Collab Sessions» (con Michelle Espinosa) | Collab Sessions |
| 2021 | «Probemos: Collab Sessions» (con Shalom Mendienta)        | Collab Sessions |

## Filmografía

### Series y telenovelas
| Año  | Título            | Personaje             | Notas             |
| ---- | ----------------- | --------------------- | ----------------- |
| 2020 | Antuca me enamora | Alessio Chong Montiel | Actuación juvenil |

## Premios y nominaciones
| Año  | Categoría                                         | Resultados |
| 2019 | Artista revelación - Premios TC a la música.      | Ganador    |
| 2019 | Mejor cantante juvenil - Premios TC a la música.  | Ganador    |
| 2019 | Mala idea: Mejor Vídeo Musical - Charts Ecuador.  | Ganador    |
| 2019 | Artista Revelación del Año - Charts Ecuador.      | Ganador    |
| 2020 | Mejor Artista Pop - Charts Ecuador.               | Ganador    |
| 2020 | Mejor Artista Masculino - Charts Ecuador.         | Ganador    |
| 2020 | Mejor Video Musical del año - Charts Ecuador.     | Ganador    |
| 2021 | Mejor Canción Pop Españo - Disco Rojo.            | Ganador    |
| 2021 | Mejor Artista Masculino - Charts Ecuador.         | Ganador    |
| 2021 | Artista Más Escuchado - Primera Mención - Sayce   | Ganador    |
| 2022 | Mejor Artista Masculino - Disco Rojo.             | Ganador    |
| 2023 | Mejor Canción Balada - "Cada Instante" Disco Rojo | Ganador    |
| 2024 | Pop Urbano - Premios a la Música                  | Nominado   |
| 2024 | Colaboración - Premios a la Música                | Nominado   |